# Ямасита, Маюми
Маю́ми Ямаси́та (яп. 山下 まゆみ, 22 ноября 1975, Такаяма) — японская дзюдоистка тяжёлой весовой категории, выступала за сборную Японии в конце 1990-х — начале 2000-х годов. Бронзовая призёрша летних Олимпийских игр в Сиднее, обладательница бронзовой медали чемпионата Азии, серебряная призёрша Восточноазиатских игр в Осаке и летней Универсиады в Пальме-де-Мальорке, победительница многих турниров национального и международного значения.

## Биография
Маюми Ямасита родилась 22 ноября 1975 года в городе Такаяма префектуры Гифу. Активно заниматься дзюдо начала во время учёбы во втором классе школы, позже продолжила подготовку в Университете Това, тренировалась во время службы в полиции префектуры Осака. Впервые заявила о себе в 1997 году, выиграв бронзовую медаль на женском чемпионате Японии.
Первого серьёзного успеха на взрослом международном уровне добилась в 1999 году, когда попала в основной состав японской национальной сборной и побывала на Универсиаде в Пальма-де-Мальорке, откуда привезла награду серебряного достоинства, выигранную в абсолютной весовой категории — в решающем поединке потерпела поражение от китаянки Юань Хуа.
Год спустя в тяжёлом весе получила серебряную медаль на домашнем чемпионате Азии в Осаке и благодаря череде удачных выступлений удостоилась права защищать честь страны на летних Олимпийских играх 2000 года в Сиднее. Взяла верх над первыми тремя соперницами, в том числе над россиянкой Ириной Родиной, действующей чемпионкой Европы, однако на стадии полуфиналов проиграла кубинке Дайме Бельтран и лишилась всяких шансов на победу в турнире. В утешительном поединке за третье место поборола французскую дзюдоистку Кристин Сико и вынуждена была довольствоваться бронзовой олимпийской наградой.
После сиднейской Олимпиады Ямасита осталась в основном составе дзюдоистской команды Японии и продолжила принимать участие в крупнейших международных турнирах. Так, в 2001 году она добавила в послужной список серебряную медаль, полученную в открытой весовой категории на домашних Восточноазиатских играх в Осаке — на сей раз в решающем поединке её остановила представительница КНР Сунь Фумин. При всём при том, на чемпионате мира в Мюнхене выступила неудачно, проиграла оба своих поединка. Вскоре по окончании этих соревнований приняла решение завершить карьеру профессиональной спортсменки, уступив место в сборной молодым японским дзюдоисткам.